# Park Dae Park
Park Dae Park (kor. 박대박) – południowokoreańska komedia z 1997 roku.

## Fabuła
Sędzia Park Ki Pung stracił żonę w dniu narodzin syna Soo Seoka. W wyniku tej tragedii Ki Pung ignoruje syna, a Soo Seok żywi urazę do ojca. Zła krew między ojcem sędzią a synem prawnikiem osiąga wybuchowy, ale zabawny punkt kulminacyjny na sali sądowej, gdy stają po przeciwnych stronach sprawy rozwodowej.

## Obsada

### Role główne
- Joo Hyun jako Park Ki Pung[1]
- Lee Jung-jae jako Park Soo Seok[1]

### Role drugoplanowe
- Jung Hyung Gi[1]
- Myung Gye Nam[1]
- Lee Yang Hee jako Hong Shin So[1]
- Kwon Yong Woon jako Kang Kan Beom[1]
- Jung Won Joong[1]
- Jo Sang Geon jako ojciec Joona[1]
- Park Kwang Jung[1]
- Kwon Nam Hee[1]
- Son Chang Min[1]
- Hong Yeo Jin[1]
- Lee Hye Young jako Kim Mu Jeong[1]
- Lee Jung Yoon jako Ah Reum[1]
- Kim Hak Chul jako doktor P[1]

### Role gościnne
- Hong Ki Seon[1]
- Uhm Choon Bae[1]